# Hohe Pforte (Quakenbrück)

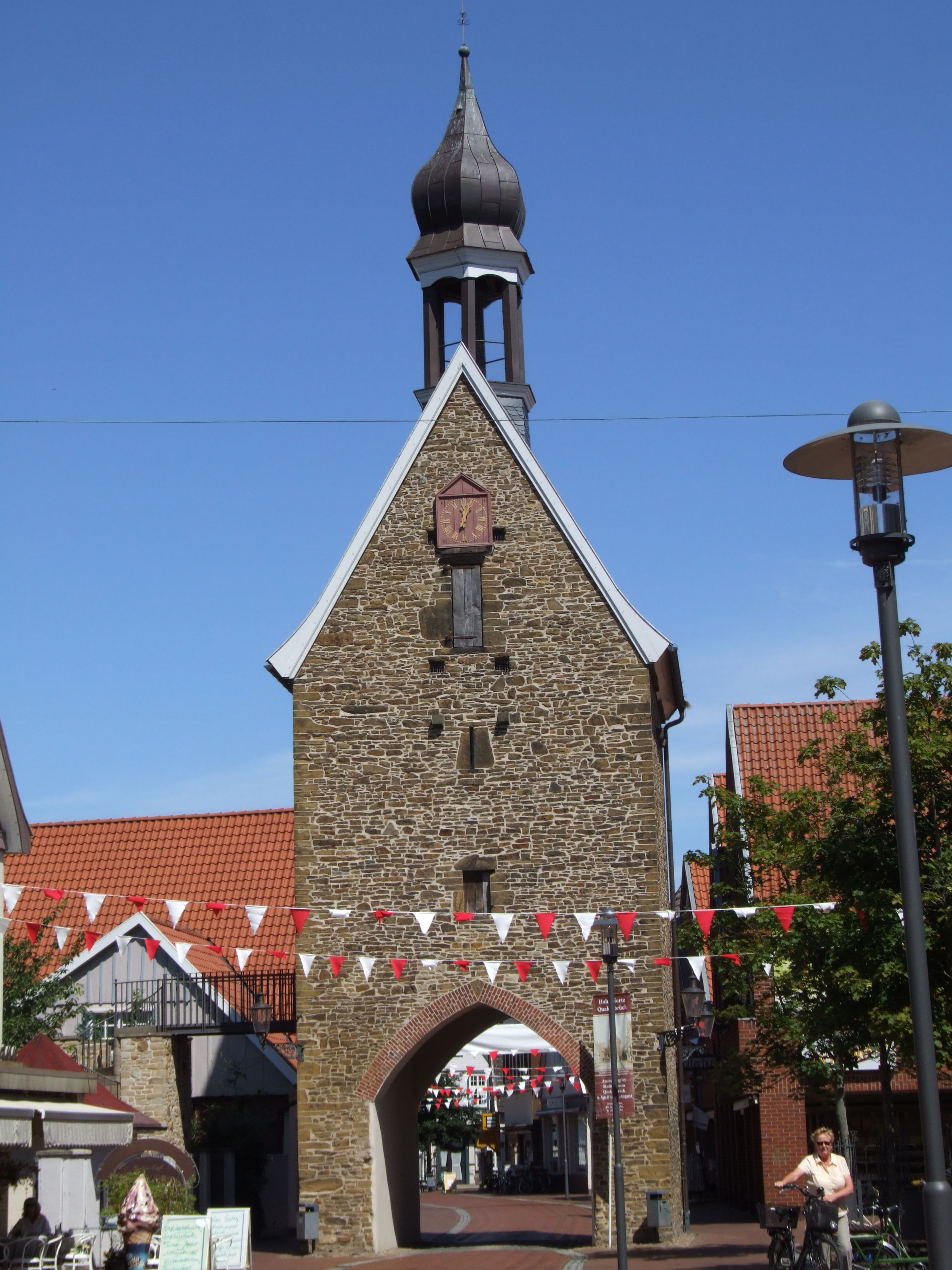
Hohe Pforte

Die Hohe Pforte ist das einzige erhaltene Stadttor Quakenbrücks.
Die Stadt war einstmals über fünf Stadttore (Pforten) zugänglich, die Hohe Pforte bildete den nördlichen Ausgang der Stadt. Das auf Holzpfählen gegründete und aus Bruchsteinen errichtete gotische Tor wurde 1485 erbaut und besteht aus vier Stockwerken. Die Seitenwände der Durchfahrt haben eine Mauerstärke von 1,40 Metern. Das untere Stockwerk enthält keine Räume, sondern eine offene Durchfahrt. Die Torbogen waren ursprünglich romanische Korbbögen, wurden aber wegen der zunehmenden Größe von Last- und Lieferwagen Mitte des 19. Jahrhunderts durch höhere gotische Spitzbögen ersetzt. Das erste Obergeschoss war früher durch eine Bretterwand in zwei Räume unterteilt; der mit Holzbänken und Ketten zum Fesseln von Gefangenen ausgestattete Bereich hieß Schrubbekasten und diente zur Aufnahme weiblicher Personen, die man als zänkische Weiber wegen leichter Vergehen verurteilt hatte, die andere Hälfte war das gefürchtete Stadtgefängnis Up de porten.
Bei ihrem Bau wurde von der „nyen Porte“ gesprochen, denn vorher befand sich an derselben Stelle bereits ein Nordtor, in älterer Zeit meist als Steinpforte bezeichnet. Etwa 100 Meter nördlich der Hohen Pforte hatte man ein weiteres Tor, die so genannte Stumpfe Pforte errichtet, gleichwohl blieb die Hohe Pforte bestehen, weil die Nordseite der Stadt besonders gefährdet war.
Zur Bedienung der Pforten, insbesondere für das Schließen und Öffnen, bestellte der Rat Pförtner, die sich ihr Wohnhäuschen neben dem ihnen übertragenen Turm bauen durften. An beiden Seiten des Tores sind noch die Firstrillen zu sehen, die zeigen, dass früher beiderseits Häuser an die Pforte gebaut waren und das Tor den einzigen Durchlass bildete. Noch bis 1777 waren die Ketten an den Stadttoren geschlossen, so dass die Wagen nur einzeln durchgelassen wurden. 1782 wurde der Dachreiter in barocker Form erneuert, als das Gebäude Uhrturm und „Gefängnis für zänkische Weyber“ war. An der Außenseite sind Schießscharten in verschiedenen Formen eingelassen. Die unteren Scharten waren auf die ehemalige Zugbrücke gerichtet, denn hier floss früher ein mittlerweile umgeleiteter Hasearm, der, statt einer Mauer, die Abwehr der Feinde übernahm.
Eine umfassende Sanierung des Gebäudes erfolgte im Jahre 1999.
Die Stadt wurde im Übrigen nicht durch Stadtmauern geschützt, sondern durch ein Wall-System, das in dem Sumpfgebiet viel wirkungsvoller war. Beiderseits eines Grabens erhoben sich mit Schlehensträuchern bepflanzte Wälle, deren stark verästeltes, hohes und dorniges Gebüsch unzugänglich war. Die Zweige waren so zäh, dass sie sich nicht abknicken ließen und die Pflanzen brannten auch nicht, weil ihre Wurzeln ständig im Grundwasser standen. Auf dem inneren Wall stand zusätzlich ein Glynt (Palisade). Jeder Bürger hatte seinen zugewiesenen Platz am Wall, den er im Angriffsfall zu verteidigen und in Friedenszeiten zu pflegen hatte. Ansonsten unterlag die Verteidigung zehn Rotten, die den Lösch-, Wach- und Wehrdienst versahen.